# Rathke-Tasche
Die nach dem Anatomen Martin Rathke (1793–1860) bezeichnete Rathke-Tasche ist eine Ausstülpung des Rachendaches beim Fötus, aus der sich während der Organogenese der Hypophysenvorderlappen (Adenohypophyse) entwickelt. Dieser ist somit kein hirneigenes Gewebe, aber wie das ZNS ektodermalen Ursprungs.
Diese Ausstülpung der Mundbucht wird in der weiteren Entwicklung abgeschnürt und verliert damit die Verbindung zur Mundhöhle. Der Hohlraum dieser Bucht bildet das sogenannte Hypophysenbläschen. Bei manchen Säugetieren (z. B. Raubtiere, Wiederkäuer) bleibt dieser Hohlraum als Hypophysenhöhle (Cavum hypophysis) auch beim erwachsenen Tier bestehen.
Bei Menschen und Pferden bildet sich dieser Hohlraum normalerweise vollständig zurück. Selten findet man jedoch davon abstammende Zysten zwischen Pars distalis und Pars intermedia der Hypophyse, die entsprechend als Rathke-Zyste bezeichnet werden. Diese flüssigkeitsgefüllten Hohlräume sind von einem Epithel umgeben und rufen normalerweise keine klinischen Erscheinungen hervor. Aus den Epithelresten des Stiels der Rathke-Tasche können Rachendachhypophysen entstehen, welche selten Ausgangspunkt für Tumoren, sogenannte Kraniopharyngeome, sind.